# Hakim Jamal
Pour les articles homonymes, voir Jamal.
 (novembre 2018).
Si vous disposez d'ouvrages ou d'articles de référence ou si vous connaissez des sites web de qualité traitant du thème abordé ici, merci de compléter l'article en donnant les références utiles à sa vérifiabilité et en les liant à la section « Notes et références ».
Hakim Abdullah Jamal (28 mars 1931 – 1er mai 1973) est le nom adopté par l'activiste afro-américain Allen Donaldson, un cousin de Malcolm X et un des associés de Michael X (en).

## Biographie
Son père était un alcoolique et sa mère l'a abandonné quand il n'avait que 6 ans. Donaldson s'est mis à boire de l'alcool régulièrement quand il avait 10 ans et est devenu consommateur d'héroïne à l'âge de 14. Au début de sa vingtaine il a passé quatre ans en prison.
Le tempérament violent de Donaldson a mené à son incarcération dans un asile psychiatrique après deux tentatives d'homicide. Plus tard il a subi une conversion aux enseignements de la Nation d'Islam et a pris le nom de Hakim Jamal.
Hakim Jamal est également connu pour avoir entretenu des relations avec des personnalités, notamment l'actrice américaine Jean Seberg. Sa femme a donné un coup de téléphone au père de Seberg pour essayer de mettre fin à cette liaison amoureuse. L'écrivain V.S. Naipaul a décrit Benson comme "femme esclave blanche de Jamal". Jamal et Benson ont voyagé à travers l'Amérique en cherchant le financement pour le projet de création d'une école Montessori pour les enfants noirs. Plus tard, ils ont rejoint Michael X, le leader de West Indian Black Power, dans sa commune à Trinidad, où Jamal écrivait les articles supportant la commune.
Il a été impliqué dans le meurtre de l'une d'entre-elles, Gale Benson (en), fille du parlementaire conservateur Leonard Plugge (en).
Son personnage apparaît dans le film Braquage à l'anglaise (2008), où son rôle est interprété par Colin Salmon.

## Fondement de l'US
Après la mort de Malcolm X, Jamal a rejoint Maulana Karenga et les autres pour fonder US, une organisation pour promouvoir l'unité culturelle afro-américaine. Il avait déjà fait circuler un magazine autoproduit intitulé US, ainsi titré à la fois en référence à la phrase « us and them » (« nous et eux ») et à l'abréviation désignant communément les États-Unis. Ceci a promu l'idée de l'union culturelle noire comme identité nationale particulière.
Jamal et Karenga ont publié un magazine Message à Grassroot (Message to the Grassroot en anglais) en 1966, où Karenga a été inscrit comme président et Jamal comme fondateur du nouveau groupe (US). Jamal a affirmé que les idées de Malcolm X doivent constituer le modèle idéologique essentiel pour le groupe. Pourtant, les opinions de Jamal étaient très différentes par rapport à celles de Karenga. Jamal continuait d'accentuer la politique radicale de son cousin, tandis que Karenga voulait enraciner les afro-américains dans la culture africaine. Jamal ne voyait aucune utilité dans les projets comme l'enseignement de swahili et la promotion des rites traditionnels africains.

## Assassinat
Le 1er mai 1973, Jamal est tué par quatre Afro-américains ayant fait irruption dans son appartement à Boston et tiré à plusieurs reprises. La police a attribué le crime à un conflit interne, lié aux attaques de Jamal sur Elijah Muhammad.